# Caso Gloria Ramirez
Il caso Gloria Ramirez è un incidente avvenuto negli Stati Uniti nel 1994 e riguarda la misteriosa caduta in stato di malattia di alcuni operatori ospedalieri di Riverside (California) a causa delle emanazioni tossiche dal corpo di Gloria Ramirez, malata terminale di cancro.
In seguito a
tale evento, Ramirez si guadagnò l'appellativo postumo di signora tossica (The Toxic Lady) o donna tossica.
Successive analisi permisero di appurare che la causa indiretta di tale intossicazione fu l'uso di un farmaco analgesico a base di DMSO, venduto sul mercato nero e meno costoso di quelli prescritti in terapia, a seguito del quale si innescarono reazioni che portarono il corpo della donna a emanare sostanze tossiche.

## Il caso Ramirez

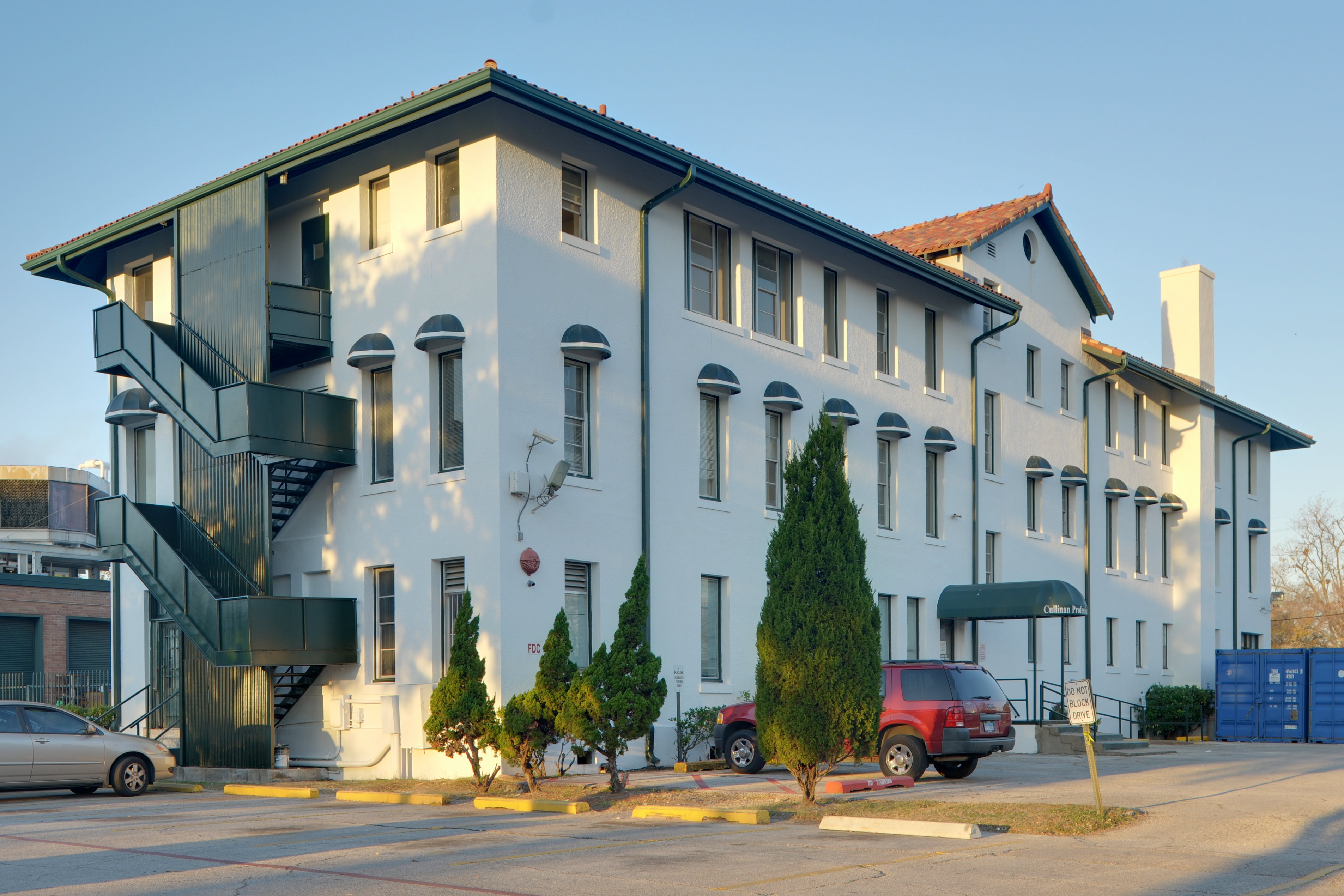
Il Riverside General Hospital

La trentunenne Gloria Ramirez (1963-1994), originaria di Riverside, che seguiva un ciclo di chemioterapia, venne ricoverata al pronto soccorso del Riverside General Hospital verso le 20:15 del 19 febbraio 1994.
Malata di cancro cervicale in stadio avanzato, presentava un quadro clinico alterato: pressione arteriosa molto bassa, problemi respiratori, tachicardia, stato delirante.
Durante il trattamento, diversi operatori ospedalieri svennero o manifestarono sintomi di mancanza di respiro e spasmi muscolari. 23 dei 37 membri dello staff si sentirono male, per cinque lavoratori fu richiesto il ricovero in ospedale, e per una di loro si rese necessaria la permanenza per due settimane in un'unità di terapia intensiva.
Per sedarla, il personale medico le iniettò del diazepam, midazolam e lorazepam. Quando fu chiaro che Ramirez stava rispondendo male alle cure, lo staff adoperò il defibrillatore; nel momento dell'applicazione degli elettrodi, gli operatori sanitari si resero conto di una lucentezza oleosa che copriva il corpo della paziente, e un odore, simile all'aglio, che sembrava provenire dalla sua bocca. Un'infermiera di nome Susan Kane tentò di prelevare del sangue dal braccio di Ramirez, notando un sentore di ammoniaca proveniente dal tubo.
Passò la siringa a Julie Gorchynski, che rinvenne delle particelle scure, di origine sconosciuta, presenti nel sangue. Kane svenne e fu fatta uscire dalla stanza. Poco dopo, Gorchynski, avvertito uno stato di nausea, lasciò anche lei la stanza, svenendo poco dopo. Maureen Welch, specializzata in terapia respiratoria, che stava assistendo le colleghe, fu la terza ad accusare malori e fu colta da convulsioni. Il personale venne quindi evacuato, insieme con tutti i pazienti del pronto soccorso, trasferiti nel parcheggio al di fuori dell'ospedale. Complessivamente, 23 persone si ammalarono e cinque furono ricoverate in ospedale. Un gruppo ridotto dei medici presenti, con addosso tute isolanti, rimase nella sala per rianimare Gloria. Alle 20:50, dopo 45 minuti di rianimazione cardiopolmonare e defibrillazione, Ramirez fu dichiarata morta per insufficienza renale correlata al cancro. 
L'incidente venne inizialmente considerato un caso di isteria di massa. Un'inchiesta del Lawrence Livermore National Laboratory ipotizzò che, nel reparto di emergenza, il dimetilsolfossido somministrato a Gloria Ramirez come trattamento per il dolore, attraverso una serie di reazioni chimiche (tra cui l'ossidazione), si fosse trasformato in dimetilsolfato, un agente alchilante volatile, estremamente velenoso per l'uomo anche in piccole quantità e altamente cancerogeno. Sebbene questa teoria sia stata confermata dall'Ufficio del Coroner di Riverside e pubblicata sulla rivista Forensic Science International, è ancora oggetto di dibattito nella comunità scientifica.
Gloria fu seppellita in una tomba senza nome all’Olivewood Memorial Park di Riverside.

## L'indagine
Il dipartimento sanitario della contea chiamò il Dipartimento della Salute e dei Servizi Umani della California, che inviò due scienziate, le dottoresse Ana Maria Osorio e Kirsten Waller, a investigare sul caso. I due medici intervistarono 34 dipendenti dell'ospedale che avevano lavorato al pronto soccorso in quel giorno. Utilizzando un questionario standardizzato, Osorio e Waller trovarono che le persone che avevano sviluppato sintomi gravi, come perdita di conoscenza, mancanza di respiro e spasmi muscolari, avevano certe cose in comune. Coloro che avevano lavorato vicino a Ramirez e avevano maneggiato la flebo, quindi, erano stati esposti ad alto rischio. Ma i sintomi gravi non sembravano corrispondere a uno scenario di avvelenamento: il sondaggio rilevò che le persone colpite erano soprattutto donne (e secondo un'indagine bibliografica pubblicata sul British Journal of Psychiatry nel 2002, le donne erano storicamente molto più suscettibili alla malattia sociogenica), e che tutti avevano valori del sangue normali dopo l'esposizione. Si ipotizzò che gli operatori ospedalieri fossero vittima di isteria di massa.
Gorchynski negò di essere stata colpita da isteria e indicò la sua storia medica come prova. Dopo l'esposizione, trascorse due settimane nell'unità di terapia intensiva con problemi respiratori, sviluppò l'epatite e la necrosi avascolare alle ginocchia. L'ufficio del coroner di Riverside contattò il Lawrence Livermore National Laboratory per indagare sull'incidente. Il Livermore Labs ipotizzò che Gloria Ramirez avesse usato il dimetilsolfossido (DMSO), un solvente usato come potente sgrassatore, come rimedio domestico per il dolore. Chi utilizzava questa sostanza riferì che aveva un sapore simile all'aglio. Venduto in forma di gel nei negozi di ferramenta, avrebbe spiegato l'aspetto unto del corpo di Ramirez. Gli scienziati di Livermore teorizzarono che la DMSO nel corpo di Ramirez avrebbe potuto accumularsi a causa del blocco urinario causato dall'insufficienza renale. L'ossigeno somministrato dai paramedici si sarebbe combinato con il DMSO per formare il metilsulfonilmetano (DMSO2). Il DMSO2 è noto per cristallizzare a temperatura ambiente, e dei cristalli furono rinvenuti nel sangue prelevato da Ramirez. Le scosse elettriche somministrate durante la defibrillazione di emergenza avrebbero potuto quindi convertire il DMSO2 in dimetilsolfato (DMSO4), il dimetilestere altamente tossico dell'acido solforico, la cui esposizione potrebbe aver causato alcuni dei sintomi riportati dal personale del pronto soccorso. Gli scienziati di Livermore supposero su The New Detectives che il cambiamento di temperatura del sangue prelevato, da 98,6 °F (37 °C) del corpo di Ramirez a 64 °F (18 °C) del pronto soccorso, potrebbe aver contribuito alla sua conversione da DMSO2 in DMSO4. La circostanza tuttavia, non fu confermata.

## Sepoltura
Due mesi dopo la morte di Gloria Ramirez, il suo corpo gravemente decomposto, fino ad allora trattenuto dagli ufficiali della Contea di Riverside, fu rilasciato per un'autopsia e una sepoltura privata. L'ufficio del coroner di Riverside accolse la conclusione del DMSO di Livermore come probabile causa dei sintomi dei lavoratori ospedalieri, sebbene la famiglia della donna non fosse d'accordo. Il patologo della famiglia Ramirez non riuscì a determinare una causa di morte per l'avanzato grado di decomposizione e per il fatto che gli organi erano stati contaminati con la materia fecale. Il 20 aprile 1994, dieci settimane dopo la sua morte, Ramirez fu sepolta nel cimitero Olivewood Memorial Park di Riverside.

## Analisi tecniche forensi
La possibile spiegazione chimica di questo incidente da parte di Patrick M. Grant del Livermore Forensic Science Center cominciò a comparire nei testi di base della scienza forense. Nel manuale di Houck e Siegel, gli autori affermarono che, sebbene esistano alcuni punti deboli, lo scenario ipotizzato è "la spiegazione più scientifica fino a oggi" e che "al di là di questa teoria, nessuna spiegazione credibile è mai stata offerta per lo strano caso di Gloria Ramirez."
Le conclusioni e le speculazioni di Grant sull'incidente furono valutate da scienziati forensi, chimici e tossicologi professionisti, vennero sottoposte a peer review in un giornale specializzato e pubblicate da Forensic Science International. Il primo documento era molto dettagliato dal punto di vista tecnico e forniva due potenziali meccanismi di reazione chimica che avrebbero potuto formare il dimetil solfato da dimetilsolfossido e dimetil solfone come precursori. La seconda comunicazione forniva un supporto supplementare per lo scenario chimico presentato, oltre a una visione approfondita della sociologia e degli interessi acquisiti nel caso.

### Esposizione a metilammina
Una teoria alternativa venne proposta dal New Times LA, ovvero che Gloria Ramirez sarebbe potuta essere esposta a prodotti chimici come, ad esempio la metilammina usato nella produzione di metanfetamine. La contea di Riverside era stata segnalata come uno dei più grandi punti di distribuzione della metanfetamina negli Stati Uniti.